# アブル＝ガーズィー
アブル＝ガーズィー（ウズベク語: Abulgʻozi Bahodirxon / Абулғозий Баҳодирхон、1603年 - 1663年3月）は、ヒヴァ・ハン国の15代目の君主（ハン）である（在位：1643年 - 1663年）。12代目のハン・アラブ・ムハンマドの子にあたる。

## 生涯
幼少期を首都のクフナ・ウルゲンチ（旧ウルゲンチ）の宮廷で過ごした。成長後、カースや旧ウルゲンチの知事を務めた。
1621年に父のアラブ・ムハンマドが殺害された後、兄のイスファンディヤールと共に反乱を鎮圧するが、やがて兄と不仲になり国外に脱した。ジャーン朝ブハラ・ハン国の支配下にあったサマルカンドに逃れ、1626年にカザフ・ハン国の支配下にあったタシュケントに移り、同地で2年を過ごした。1629年よりイランのサファヴィー朝に送られ、エスファハーンに約10年滞在した。イランから脱出した後にオイラト（カルムィク）の宮廷を訪れ、この地でアブル＝ガーズィーはモンゴルの伝承を学んだ。
1643年、イスファンディヤールが没した後にハンに擁立される。1645年にアブル＝ガーズィーはトルクメン人を虐殺し、ウズベク出身の軍事貴族（アミール）を登用して国内を安定させる。同年、ヒヴァの南に現在のウルゲンチを建設した。
ロシア帝国などの近隣の国家と通交し、その一方でトルクメンやジュンガルなどの遊牧勢力を攻撃した。1655年からは7度にわたってブハラのジャーン朝に遠征する。1663年に息子のアヌーシャに譲位し、同年に没した。
アブル＝ガーズィーの墓石は、ヒヴァのイチャン・カラ内のパフラワーン・マフムード廟に置かれている。

## 文化事業
アブル＝ガーズィーは即位前の国外の遍歴の中で歴史を学び、イスファハーンで過ごした10年の間に高度の教養を得た。アラビア語、ペルシア語も解する人物であり、チャガタイ語で書いた自著をペルシア語に翻訳しようと試みた。
1659年にアブル＝ガーズィーは『オグズ・ナーメ』『集史』などの史書を元に、チャガタイ語による歴史書『トルクメンの系譜』を著した。史書と自身の記憶を元にした著作である、自身の祖先であるジョチの一族について記した『テュルクの系譜』を書き上げる前にアブル＝ガーズィーは没したが、1665年に息子アヌーシャによって『テュルクの系譜』は完成した。いずれの本もアブル＝ガーズィーの意向によって平易な言葉で記述されている。彼が著した2冊の史書は、ウズベク史の研究において重要な史料とされており、ヨーロッパでは18世紀から参照されていた。

## 家族

### 父母
- 父：アラブ・ムハンマド

### 兄弟
- 長兄：イスファンディヤール（在位：1622年/23年 - 1641年/42年）
- ハバシュ（在位：1621年 - 1622年/23年）
- イルバルス（在位：1621年 - 1622年/23年）

### 子
- アヌーシャ